# Frigate Range
Die Frigate Range (englisch für Fregattengebirge) ist eine Gebirgskette in der antarktischen Ross Dependency. In der Queen Elizabeth Range ragt sie östlich des Mount Markham über eine Länge von 19 km auf.
Die Nordgruppe einer von 1961 bis 1962 dauernden Kampagne im Rahmen der New Zealand Geological Survey Antarctic Expedition benannten sie in Erinnerung an den Einsatz von Fregatten der Royal New Zealand Navy im antarktischen Patrouillendienst.